# 구리야마촌
구리야마촌(栗山村)은 간토지방 북부, 도치기현 북서부에 위치했던 촌이다. 
2006년 3월 20일 - 이마이치시, 닛코시, 아시오정, 후지하라정과 합병해 신설된 닛코시의 일부가 되었다. 현내 지자체로는 최대 면적이 있으며 주위를 험준한 산들로 둘러싸인 과소화가 현저한 마을이었다.현내 마지막 마을이며, 이날 이후 도치기현에서 촌이 소멸되었다. 예전에는 댐에서 자립을 목표로 삼던 일이 있었다.

## 역사
- 1873년 - 구리야마군 10개촌이 관할하는 도치기현 제3대구 3소구 제13사무소를 히나타 촌에 설치되었다.
- 1889년 4월 1일 - 9개촌이 합병해 구리야마촌이 성립하였다.
- 1890년 4월 30일 - 촌 사무소를 구로베 125번지에 설치되었다.
- 2006년 3월 20일 - 이마이치시, 닛코시, 아시오정, 후지하라정과 신설 합병해 닛코시가 되었다.

## 교통

### 도로
- 국도 제121호선
- 국도 제352호선
- 국도 제400호선

### 철도
- 야간 철도
  - 아이즈키누가와 선: